# Останній форпост
Останній форпост (англ. The Last Outpost) — американський вестерн режисера Льюїса Р. Фостера 1951 року.

## Сюжет
Два брати, які не є найкращими друзями, тому що вони боролися з різних сторін під час Громадянської війни повинні співпрацювати для того, щоб захистити себе від нападу індіанців.

## У ролях
- Рональд Рейган — капітан Венс Бріттен
- Ронда Флемінг — Джулі Макквейд
- Брюс Беннетт — полковник Джеб Бріттон
- Білл Вільямс — сержант Такер
- Ной Бірі молодший — сержант Калхун
- Пітер Гансен — лейтенант Кросбі
- Хью Бомонт — лейтенант Фентон
- Ллойд Корріген — містер Делакурт
- Джон Ріджлі — Сем Макквейд